# Martin-Luther-Kirche (Ahlem)

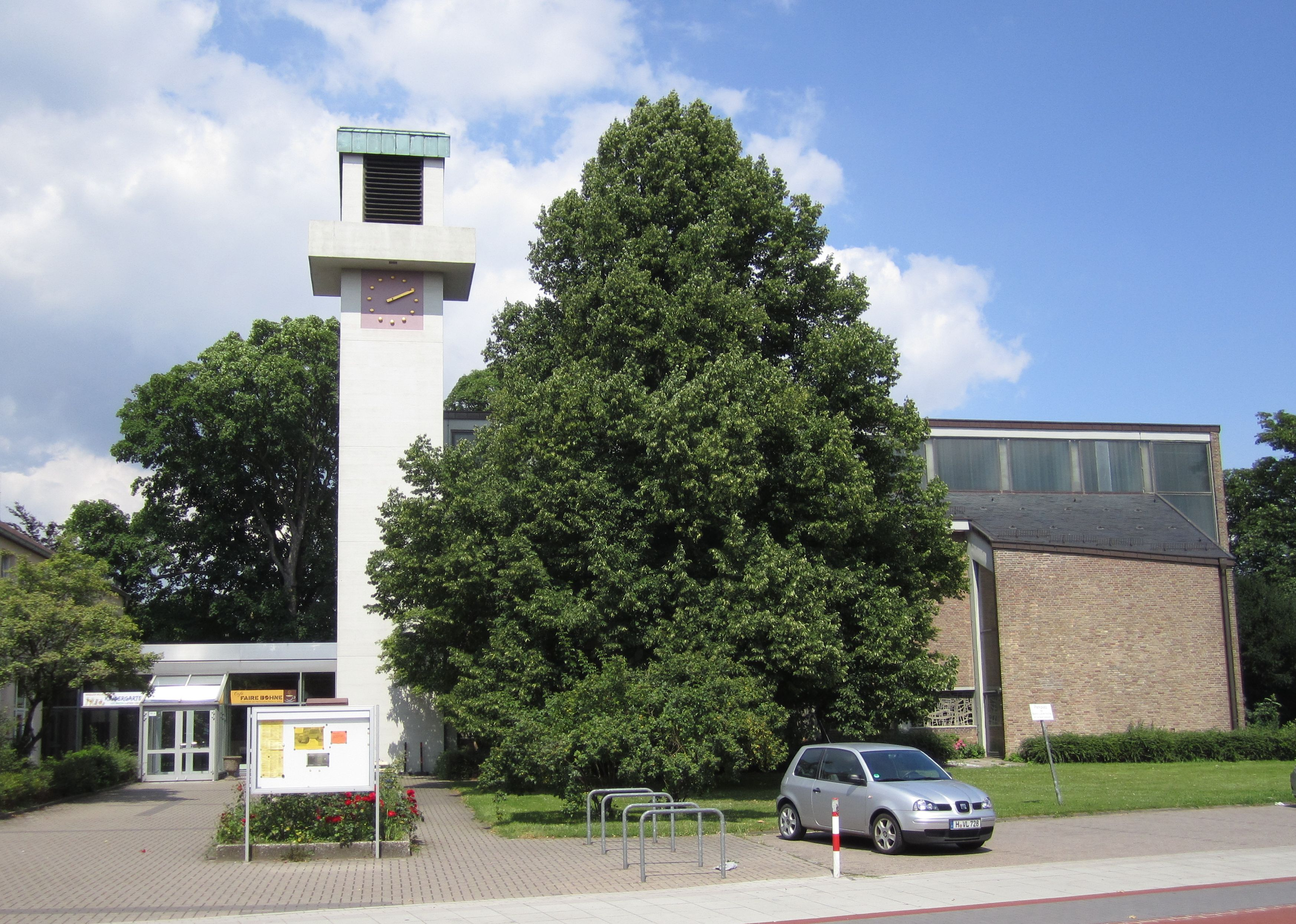
Martin-Luther-Kirche

Die Martin-Luther-Kirche in Hannover ist der Kirchenbau der evangelisch-lutherischen Gemeinde des hannoverschen Stadtteils Ahlem unter der Adresse Wunstorfer Landstraße 50.

## Geschichte
Nachdem in der Nachkriegszeit die evangelisch-lutherische Kirchengemeinde Ahlem im Jahr 1952 selbständig geworden war, mussten sich die Gläubigen zunächst mehr als ein Jahrzehnt mit zwei Baracken als Notkirchen behelfen. Der heutige Sakralbau wurde am 9. März 1963 eingeweiht.
Am Standort des ehemaligen Herrenhauses des Rittergutes Ahlem wurde zudem das zweite Pfarrhaus der Kirche erbaut.
Langjähriger Pastor war von 1986 an Hermann Bergengruen.
Anfang des 21. Jahrhunderts organisierte die in der Nähe des ehemaligen KZ Ahlem gelegene Martin-Luther-Kirchengemeinde eine Ausstellung mit zahlreichen Veranstaltungen zum Thema „Blickwechsel“ zwischen Christen und Juden.

## Edith-Bosse-Stiftung
Die Familie der 2008 verstorbenen Kirchenvorsteherin Edith Bosse stiftete das Grundkapital für die von der Kirchengemeinde 2010 gegründete Edith-Bosse-Stiftung. Zweck der zu gleichen Teilen von Mitgliedern der Gründerfamilie und der Kirchengemeinde als Kuratorium geleiteten Stiftung ist die Förderung der kirchengemeindlichen Jugendarbeit.

## Baubeschreibung
Die von Hildegard Olbeter entworfene Kirche wird außen von einem im Westen breit gelagerten Kirchturm mit einem Balkon geprägt. Diesem wurde ein großes Foyer vorgelagert, das nach Westen hin zum angrenzenden Saal führt. Nach Osten erschließt die Vorhalle den Zugang zu dem in Sichtbeton gehaltenen Kirchenraum. Hier fallen insbesondere an der Empore im Westen die von dem Bildhauer Hans-Jürgen Breuste geschaffenen kräftigen Betonreliefs auf, während im Süden Betonglasfenster des Glasmalers Heinz Lilienthal eingesetzt wurden. Die Fenster im Dachbereich des unsymmetrischen Kirchenraums sowie seitlich des Altarbereichs tragen zur effektvollen Lichtführung bei. Eine flexible Bestuhlung gestattet der Gemeinde vielfältige Nutzungen des Kirchenraumes.

## Orgel
Die Orgel wurde 1968 von der Werkstatt Emil Hammer Orgelbau als Opus A1572 auf der Chorempore errichtet. 2014 erfolgte eine größere Renovierung. Das Instrument verfügt über 21 Register, die auf zwei Manuale und Pedal verteilt sind. Die Trakturen sind mechanisch, die Windladen als Schleifladen ausgeführt. Die Disposition lautet wie folgt:
| I Hauptwerk C–g3 |     |
| Prinzipal        | 8′  |
| Rohrflöte        | 8′  |
| Octave           | 4′  |
| Spitzflöte       | 4′  |
| Waldflöte        | 2′  |
| Mixtur IV–VI     |     |
| Dulcian          | 16′ |
| Trompete         | 8′  |

| II Brustwerk C–g3 |       |
| Gedackt           | 8′    |
| Gedacktflöte      | 4′    |
| Prinzipal         | 2′    |
| Quinte            | 1 ⁄3′ |
| Sesquialtera II   |       |
| Scharf III–IV     |       |
| Vox humana        | 8'    |
| Tremulant         |       |

| Pedal C–f1 |     |
| Subbass    | 16′ |
| Prinzipal  | 8′  |
| Octave     | 4′  |
| Mixtur IV  |     |
| Posaune    | 16′ |
| Trompete   | 8′  |

- Koppeln: I/II, I/P, II/P
- Brustwerk mit händisch bedienbaren Klappen stufenlos verschließbar
- Stimmung: Gleichstufig mit a1 = 440 Hz

## Glocken
Im Kirchturm hängt ein fünfstimmiges Glockengeläut aus Bronze, das 1965 in der Glockengießerei Erding gegossen wurde.
| Glocke | Gewicht | Durchmesser | Schlagton |
| ------ | ------- | ----------- | --------- |
| 1      | 541 kg  | 950 mm      | a′-3      |
| 2      | 383 kg  | 850 mm      | h′-3      |
| 3      | 247 kg  | 720 mm      | d″-1      |
| 4      | 163 kg  | 640 mm      | e″-2      |
| 5      | 138 kg  | 600 mm      | fis″-3    |